# Горњи Јаворањ
Горњи Јаворањ је насељено мјесто у општини Двор, у Банији, Сисачко-мославачка жупанија, Република Хрватска.

## Историја
Горњи Јаворањ се од распада Југославије до августа 1995. године налазио у Републици Српској Крајини.

## Становништво
Насеље је према попису становништва из 2011. године имало 65 становника.
| Националност       | 1991. | 1981. | 1971. | 1961. |
| Срби               | 169   | 165   | 180   | 222   |
| Југословени        |       | 4     |       |       |
| Хрвати             |       |       | 4     | 1     |
| остали и непознато |       |       | 1     |       |
| Укупно             | 169   | 169   | 185   | 223   |

| Демографија | Демографија | Демографија |
| Година      | Становника  | Становника  |
| ----------- | ----------- | ----------- |
| 1961.       | 223         |             |
| 1971.       | 185         |             |
| 1981.       | 169         |             |
| 1991.       | 169         |             |
| 2001.       | 62          |             |
| 2011.       |             | 65          |